# NGC 4658
NGC 4658 ist eine 12,5 mag helle Balken-Spiralgalaxie vom Hubble-Typ SBbc im Sternbild Jungfrau auf der Ekliptik. Sie ist schätzungsweise 102 Millionen Lichtjahre von der Milchstraße entfernt und hat einen Durchmesser von etwa 65.000 Lichtjahren. Gemeinsam mit fünf weiteren Galaxien bildet sie die NGC 4658-Gruppe (LGG 304).

Im selben Himmelsareal befinden sich unter anderem die Galaxien NGC 4663 und NGC 4682.
Das Objekt wurde am 25. März 1786 von Wilhelm Herschel mit einem 18,7-Zoll-Spiegelteleskop entdeckt, der sie mit „F, E in the meridian, 3' long, following a considerably bright star“ beschrieb.

## NGC 4658-Gruppe (LGG 304)
| Galaxie   | Alternativname | Entfernung/Mio. Lj |
| --------- | -------------- | ------------------ |
| NGC 4680  | PGC 43118      | 106                |
| NGC 4658  | PGC 42929      | 102                |
| NGC 4682  | PGC 43147      | 99                 |
| PGC 43458 | MCG -02-33-020 | 102                |
| PGC 43679 | MCG -01-33-032 | 96                 |
| PGC 43236 | MCG -02-33-010 | 102                |